# Syderende
Syderende (dansk), Sønderende (ældre dansk), Süderende (tysk) eller Söleraanj (nordfrisisk) er en landsby og kommune beliggende i den vestlige del af øen Før i Nordfrisland i det vestlige Sydslesvig. I administrativ henseende hører kommunen under Nordfrislands kreds i delstaten Slesvig-Holsten i det nordlige Tyskland. Kommunen samarbejder på administrativt plan med andre kommuner på Før og Amrum i Før-Amrum kommunefællesskab (Amt Föhr-Amrum). Mange indbyggere taler endnu den før-frisiske dialekt fering.
I den danske tid indtil 1864 hørte Syderende under Vesterland-Før og dermed som kongerigsk enklave direkte under Kongeriget Danmark. I kirkelig henseende hører landsbyen under Sankt Laurentii Sogn.
Syderende er første gang nævnt 1523 (Dipl. Flensb. II, s. 163). Navnet forklares ved byens beliggenhed syd for Oldsum.
Syderendes landsbykirke, der er viet til den romerske diakon Sankt Laurentius, blev opført i 1100-tallet i romansk stil. Af kirkens inventar kan nævnes blandt andet en romansk granitdøbefont fra 1100-tallet, en barok marmordøbefont fra 1752, et fløjalter (et retabel) fra renaissancetiden, en prædikestol fra senrenæssance, tre baroke lysekroner samt en hvid lakeret confitentskuffe (på tysk Confitentenlade) fra 1700-tallet. Ordet Confitent stammer fra latin og betyder syndsbekender. Confitentskuffen er forsynet med syv indkastsprækker for de syv byer i sognet og blev benyttet for at tilmelde sig nadveren. På kirkegården findes mange af de såkaldte talende gravsten fra søfarernes tid, hvorpå den dødes levnedsløb er indgraveret i både tekst og billede.

## Galleri
- Sankt Laurentius kirken
- Confitentskuffe i kirken
- En talende gravsten fra 1900-tallet
- En talende gravsten for ægteparret Flor fra 1800-tallet